# Remeniny
Remeniny (ungarisch Remenye) ist eine Gemeinde im Osten der Slowakei mit 282 Einwohnern (Stand 31. Dezember 2024), die im Okres Vranov nad Topľou, einem Teil des Prešovský kraj, liegt.

## Geographie
Die Gemeinde befindet sich im Südteil der Niederen Beskiden im Bergland Ondavská vrchovina, am Bach Voliansky potok am Zusammenfluss mit dem linksseitigen Biely potok, im Einzugsgebiet der Topľa. Das Ortszentrum liegt auf einer Höhe von 186 m n.m. und ist viereinhalb Kilometer von Hanušovce nad Topľou sowie 26 Kilometer von Vranov nad Topľou entfernt.
Nachbargemeinden sind Prosačov im Westen, Nordwesten und Norden, Matiaška im Nordosten, Vavrinec im Osten, Skrabské im Südosten und Bystré im Süden und Südwesten.

## Geschichte
Remeniny wurde zum ersten Mal 1356 als Remenynpataka schriftlich erwähnt, weitere historische Bezeichnungen sind unter anderen Remenine (1773), Remenyine (1786) und Remeniny (1808). Das Dorf entstand nach deutschem Recht, war im Jahr 1356 Besitz der Gutsherren aus Rozhanovce in der Herrschaft von Skrabské und lag dort bis zum frühen 16. Jahrhundert.
1828 zählte man 46 Häuser und 347 Einwohner, die als Schweine- und Viehzüchter tätig waren. Von 1850 bis 1880 wanderten viele Einwohner aus.
Bis 1918 gehörte der im Komitat Sáros (bis 1882 Komitat Semplin) liegende Ort zum Königreich Ungarn und kam danach zur Tschechoslowakei beziehungsweise heute Slowakei. In der Zeit der ersten tschechoslowakischen Republik waren die Einwohner als Landwirte, Viehzüchter und Waldarbeiter beschäftigt. 1943 agierten Partisanengruppen in der Gegend. Nach dem Zweiten Weltkrieg wurde die örtliche Einheitliche landwirtschaftliche Genossenschaft (Abk. JRD) im Jahr 1950 gegründet, ein Teil der Einwohner pendelte zur Arbeit in Industriegebiete in Prešov.

## Bevölkerung
| Jahr                | 1994 | 2004    | 2014    | 2024    |
| ------------------- | ---- | ------- | ------- | ------- |
| Anzahl der Personen | 276  | 294     | 302     | 282     |
| Unterschied         |      | +6,52 % | +2,72 % | −6,62 % |

| Jahr                | 2023 | 2024    |
| ------------------- | ---- | ------- |
| Anzahl der Personen | 270  | 282     |
| Unterschied         |      | +4,44 % |

Nach der Volkszählung 2011 wohnten in Remeniny 294 Einwohner, davon 291 Slowaken und ein Rom. Zwei Einwohner machten keine Angabe zur Ethnie.
180 Einwohner bekannten sich zur griechisch-katholischen Kirche, 77 Einwohner zur römisch-katholischen Kirche, 27 Einwohner zur Evangelischen Kirche A. B., drei Einwohner zu den Zeugen Jehovas und ein Einwohner zur orthodoxen Kirche. Ein Einwohner war konfessionslos und bei fünf Einwohnern wurde die Konfession nicht ermittelt.

## Bauwerke und Denkmäler
- griechisch-katholische Kirche Geburt der allheiligen Gottesmutter im barock-klassizistischen Stil aus dem späten 18. Jahrhundert[6]

## Verkehr
Durch Remeniny führt die Cesta III. triedy 3630 zwischen Hanušovce nad Topľou und Vavrinec.